# Conomorphinus bolivianus
Conomorphinus bolivianus es una especie de coleóptero de la familia Mycteridae.

## Distribución geográfica
Habita en Bolivia y Perú.